# El nuevo Santa Claus
El nuevo Santa Claus (título original: A Very Cool Christmas) es un telefilme canadiense de aventura, comedia y familiar de 2004, dirigido por Sam Irvin, escrito por Michael Gelbart, musicalizado por Peter Allen, en la fotografía estuvo Anthony C. Metchie y los protagonistas son George Hamilton, Brooke Nevin y Donna Mills, entre otros. Este largometraje fue producido por Insight Film Studios, Regent Entertainment y Shavick Entertainment; se estrenó el 15 de noviembre de 2004.

## Sinopsis
Una chica consentida y rebelde de 16 años, quiere ir junto a su amiga a la estación de esquí, y así poder ver al muchacho del que está enamorada. Pero sus padres tiene otro plan, festejar la Navidad en casa con toda la familia. A pesar de su reticencia, una sucesión de imprevistos acontecimientos la harán entender el verdadero significado de la familia, la generosidad y la Navidad.